# 桥头街道 (邵阳市)
桥头街道，是中华人民共和国湖南省邵陽市双清区下辖的一个乡镇级行政单位。

## 行政区划
桥头街道下辖以下地区：
跃进路社区、中河街社区、洛阳洞社区、肖家排社区和人民巷社区。